# طيران ويست الرحلة 612
كانت رحلة طيران ويست 612 رحلة ركاب داخلية مجدولة تديرها شركة طيران ويست بين الخرطوم والسودان والفاشر. اختطفت الطائرة من نوع بوينغ 737، في 24 يناير 2007، مع وجود 103 أشخاص على متنها، بعد وقت قصير من إقلاعها من قبل أحد الأشخاص. وهبطت الطائرة بأمان في انجمينا، تشاد، حيث استسلم الخاطف.

## الاختطاف
في يوم اختطاف الطائرة، كان مجمل الركاب سودانيون، والاستثناء الوحيد هو مواطن بريطاني وملحق عسكري إيطالي. محمد عبده اللطيف (يُشار إليه أيضًا باسم محمد عبد اللطيف محمد)، البالغ من العمر 26 عامًا من الفاشر، في شمال دارفور، دخل قمرة القيادة في الطائرة في الساعة 09:00 بالتوقيت المحلي (0600 بالتوقيت العالمي المنسق)، ما يقرب من نصف ساعة بعد الإقلاع من مطار الخرطوم الدولي. أمر الطيار بالسفر إلى روما، إيطاليا ثم إلى لندن، إنجلترا. وتم الإبلاغ عن طريق الخطأ أن المهاجم يحمل سلاحا عبارة عن بندقية هجومية من طراز أيه كيه-47 ، ولكن التقارير اللاحقة ذكرت أن السلاح كان في الواقع مسدس.
بعد أن أوضح الطيار أنه لم يكن هناك ما يكفي من الوقود على متن الطائرة للوصول إلى لندن، وافق على السفر إلى تشاد. ولم يقم بأي تهديدات أو أي اتصالات أخرى للركاب، ولم يعرف أي منهم أن الطائرة قد اختطفت. عندما دخلت الطائرة المجال الجوي التشادي قوبلت بطائرات مقاتلة فرنسية داسو ميراج إف1 المتمركزة في نجامينا، التي رافقت الطائرة حتى هبطت في مطار انجمينا الدولي في الساعة 08:30 بالتوقيت العالمي، حيث أحاطت بها القوات التشادية على الفور. تبع ذلك عشرون دقيقة من المفاوضات، وبعدها سمح الخاطف لجميع ركاب الطائرة بالمغادرة قبل الاستسلام.

## الأحداث اللاحقة
وبعد ذلك، أعاد الركاب وطاقم الطائرة ركوب الطائرة، ثم عادت إلى مطار الخرطوم الدولي في الساعة 22:00 بالتوقيت المحلي (1900 UTC). وطالب وزير العدل السوداني الإنتربول بتسليم محمد، وهو مواطن سوداني، لتوجيه تهمة الإرهاب إليه، وحيازة الأسلحة بشكل غير قانوني. كما أعلنت تشاد عن نيتها مقاضاته.
وقال وزير البنية التحتية التشادي، أدوم يونسمي، في وقت لاحق: «تشاد ليست ملاذاً إرهابياً. إنه إرهابي وسنحاكمه». ووصفه مسؤول تشادي بعد ذلك بأنه «قريب» من جماعة المتمردين من حركة العدل والمساواة. كما شكلت هيئة الطيران المدني السوداني لجنة منفصلة للتحقيق في كيفية تمكن محمد من المرور عبر الأمن دون أن يتم اكتشافه.

## الدوافع
بعد اعتقال محمد، اقتيد إلى مقر وكالة الأمن القومي للاستجواب. هناك، كشف عن دوافعه للاختطاف. لقد أراد لفت الانتباه إلى الصراع في دارفور، قائلاً: «أردت جذب الرأي الوطني والدولي لما يحدث في دارفور». قال إنه أراد الذهاب أولاً إلى روما، ثم إلى المملكة المتحدة لطلب اللجوء. وقال «أنا لست متمرداً ولا في المعارضة، لكن الحكومة السودانية تقضي على السكان من خلال خلق صراعات بين المجتمعات المختلفة وتقول إنها مجرد مشكلة داخلية جماعية».